# بق الكمائن
بق القنَّاص أو بق الكمائن (الاسم العلمي Phymatinae)، فُصيلة حشرات من البق المفترس من فصيلة الرضوفيات. تتميزأفراده بغرابة المظهر، وغزارة الشويكات على سطح الجسم، وتظل مختبئة بين أوراق النبات وزهوره تتخذها كمائن تفاجئ منها فرائسها.